# Partição da Albânia

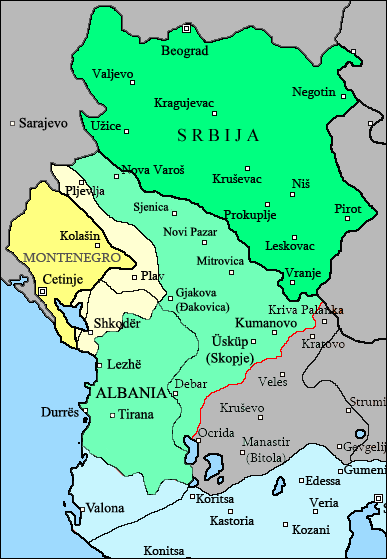
Ocupação da Albânia pela Sérvia, Montenegro e Grécia durante a Primeira Guerra Balcânica

Mapa do Estado albanês proposto pelo governo provisório do Principado da Albânia em relação à proposta da Liga Balcânica juntamente com os franceses e russos e as fronteiras fixadas pelos embaixadores e pela Comissão de Fronteira.

Partição da Albânia (em albanês:  Copëtimi i Shqipërisë) é um termo usado para a partição do Estado albanês, que proclamou a sua independência em 28 de novembro de 1912. A delineação do recém-criado Principado da Albânia sob os termos da Conferência de Londres de 1912-1913 (29 de Julho de 1913) e dos embaixadores das seis grandes potências da época (Grã-Bretanha, França, Alemanha, Áustria-Hungria, Rússia e Itália) deixariam populações albanesas e não-albanesas em ambos os lados da fronteira. Os representantes do movimento nacional albanês viram isso como uma partição dos territórios reivindicados habitados pelos albaneses, além dos territórios contidos numa proposta do Vilaiete da Albânia. 
Após o estabelecimento do Estado albanês, houve planos para particionar a Albânia durante a Primeira Guerra Mundial;  no entanto, a Albânia não foi particionada e manteve a sua existência independente.  Planos adicionais de partição foram negociados durante e após a Segunda Guerra Mundial. 

## História

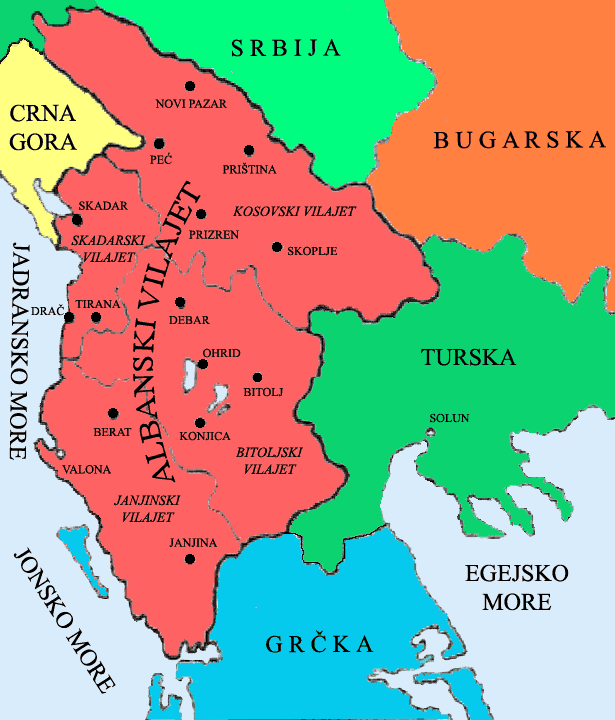
Os quatro vilaietes otomanos claramente repartidos (vilaiete de İşkodra, Yannina, Monastir e Kosovo, tal como proposto pela Liga de Prizren para a autonomia completa).

### Prelúdio
A guerra russo-turca de 1877-1878 encolheu severamente as possessões otomanas na península balcânica, deixando o império com apenas uma posse precária sobre a Macedônia e os Bálcãs Ocidentais. Os albaneses haviam sido parte do Império Otomano desde 1479 com a queda de Escodra. A região reivindicada pelo líder nacional albanês era etnicamente heterogênea, composta de grandes áreas habitadas também por búlgaros, gregos, sérvios, turcos e arromenos, ainda que Sami Frashëri (ou Şemseddin Sami) afirmasse que os albaneses eram a maioria da população nos quatro vilaietes de İşkodra, Yannina, Monastir e Kosovo.  O primeiro tratado pós-guerra, o abortado Tratado de San Stefano, assinado em 3 de março de 1878, atribuiu os territórios povoados pelos albaneses à Sérvia, Montenegro e Bulgária.
A Áustria-Hungria e o Reino Unido bloquearam o arranjo pois concederia à Rússia uma posição predominante na região dos Bálcãs e, assim, comprometeria o equilíbrio de poder europeu. Uma conferência de paz para resolver a disputa seria realizada no final do ano, em Berlim. O Congresso de Berlim cedeu ao Montenegro as cidades de Bar e Podgorica e as áreas em torno das aldeias montanhosas de Gusinje e Plav, que os líderes albaneses consideravam como território albanês, e entenderam isso como uma partição dos territórios habitados pelos albaneses.  Em fevereiro de 1879, as potências insistiram que a Sublime Porta desistisse das áreas reivindicada pelos albaneses de Plava, Podgorica, Gucia e Ulcinj e retirasse todas as tropas otomanas das zonas em disputa.

### Congresso de Berlim
Os albaneses viram o Congresso de Berlim como a partição de alguns dos territórios habitados por albaneses, os quais consideravam como sendo parte do Vilaiete da Albânia. O congresso cedeu ao Montenegro as cidades de Bar e Podgorica e áreas em torno das aldeias montanhosas de Gusinje e Plav. Os albaneses criaram a Liga de Prizren para combater a perda de territórios nos quais os albaneses eram maioria, e organizaram esforços de resistência armada em Gusinje e Plav, onde as forças montenegrinas foram recebidas por uma feroz resistência. Um nativo fronteiriço na época descreveu a fronteira como "flutuando no sangue". Vendo a resistência, o Congresso decidiu ceder Ulcinj a Montenegro. A Liga de Prizren foi forçada a recuarr de Ulcinj, após ter sido esmagada pelo exército otomano liderado por Dervish Pasha. 

### Guerras Balcânicas

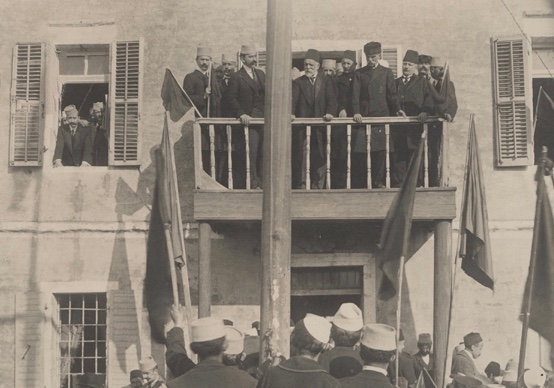
Declaração de Independência da Albânia em Vlorë, 1912.

Em 8 de outubro de 1912, as tropas montenegrinas marcharam no vilaiete de Shkodra. Em seguida, a Sérvia, a Bulgária e a Grécia declarariam guerra ao Império Otomano, iniciando, assim, a Primeira Guerra Balcânica. As forças montenegrinas, sérvias e gregas avançaram em territórios que eram majoritariamente habitados por albaneses e tentaram alterar a realidade étnica através do extermínio da população albanesa, com cerca de 25 000 albaneses mortos no início de 1913.   Alarmados com os planos de Montenegro, da Sérvia e da Grécia de particionar entre si os territórios dos Bálcãs ocidentais, os delegados albaneses se reuniram em um congresso em Vlorë, onde em 28 de novembro de 1912 declararam a independência da Albânia. 
Em 3 de dezembro de 1912, os embaixadores das seis grandes potências daquela época (Grã-Bretanha, França, Alemanha, Áustria-Hungria, Rússia e Itália) se reuniram em Londres para decidir sobre o destino dos territórios habitados pelos albaneses. Após muita discussão, os embaixadores chegaram a uma decisão formal em 29 de julho de 1913 para estabelecer o Principado da Albânia, o qual teria a independência reconhecida, porém mais da metade do território da Albânia Independente e cerca de 30% a 40%  da população de etnia albanesa seria atribuída à Sérvia, Montenegro e Grécia. Embora privado de mais da metade de seu território étnico, a Albânia seria um Estado soberano independente do Império Otomano. 

### Delineação da fronteira albanesa
Diversas comissões de fronteira foram enviadas na Albânia, a fim de delimitar as fronteiras do novo Estado, numa base etnográfica, de acordo com os termos das Conferências de Paz de Londres. No entanto, a comissão foi incapaz de delimitar a área do sul da Albânia sobre tal base, recaindo sobre argumentos econômicos, estratégicos e geográficos para a delimitação da fronteira sul. Como resultado, a maior parte da área em disputa foi deixada para a Albânia. Esta decisão catalisou uma revolta entre a população grega local, que declarou a população da região que foi temporariamente  estabelecida pelo Protocolo de Corfu. 

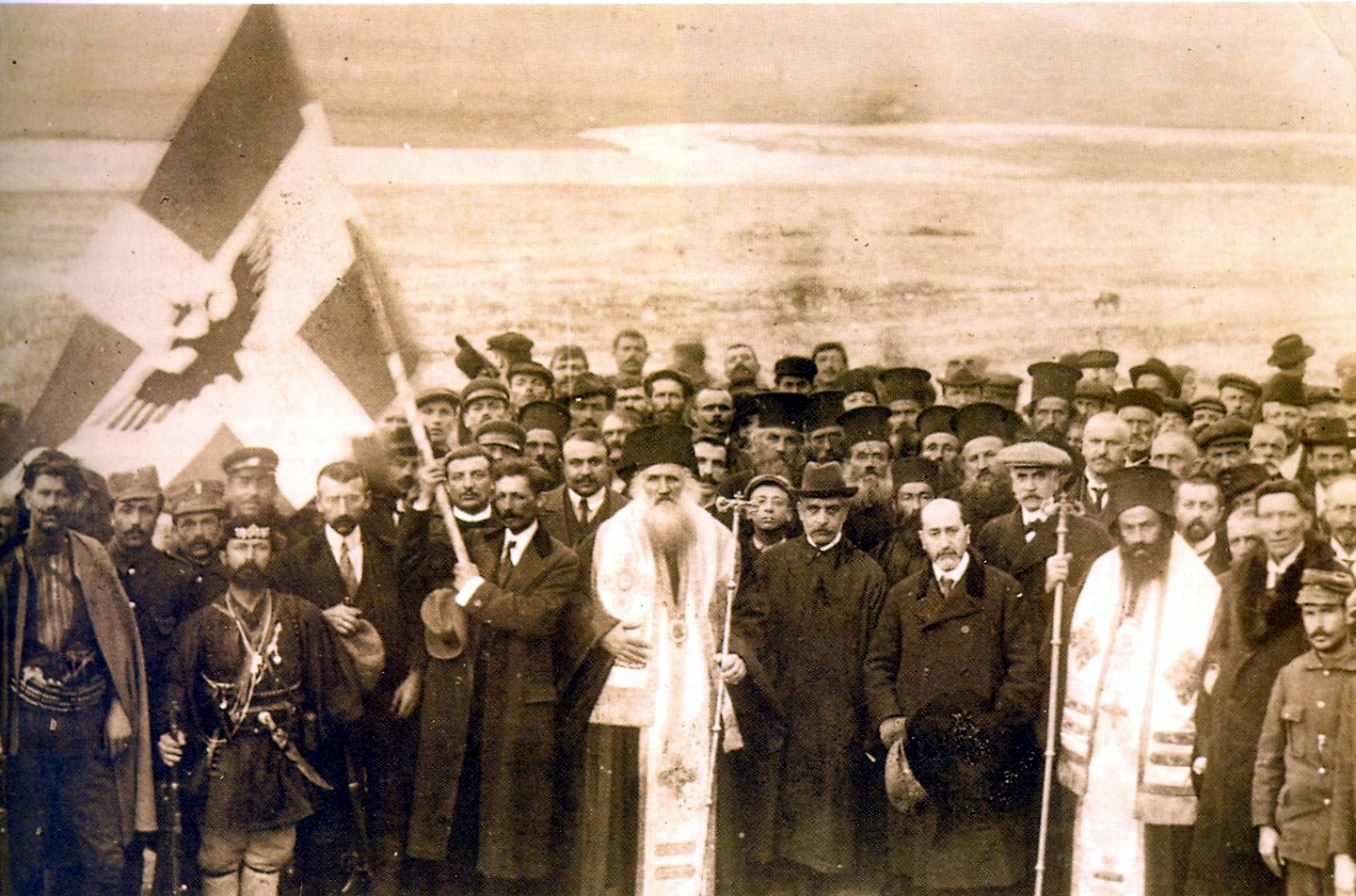
Declaração da Independência do Epiro do Norte, em Gjirokastër, contra a anexação da região ao recém-criado Estado albanês.

## Planos para uma maior partição da Albânia
Após o estabelecimento do Estado albanês, em 1912, houve planos para particionar a Albânia durante a Primeira Guerra Mundial. Em 1915, um tratado secreto assinado em Londres incluiu a divisão do país.  Como parte deste tratado, em 1919, um acordo foi assinado entre a Itália e a Grécia, que incluía planos de anexação da Albânia entre os dois países.  Segundo este acordo, conhecido como Acordo Venizelos–Tittoni, assinado em 20 de Julho de 1919, o Epiro do Norte (partes do sul da Albânia) seria incorporado à Grécia, enquanto a Grécia iria reconhecer um mandato italiano para a Albânia central. 
Durante a Segunda Guerra Mundial, quando a Albânia estava sob união pessoal com a Itália, existiram planos de partição entre a Iugoslávia e a Itália.  Por outro lado, em 1944, enquanto a Albânia estava sob controle comunista, uma resolução do Senado dos Estados Unidos apoiou a cessão do Epiro do Norte para a Grécia. 

## Consequências

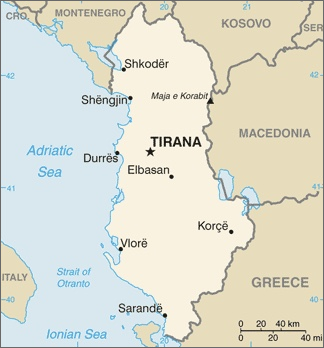
Eventuais planos de partição do Estado albanês foram infrutíferos e a Albânia manteve as seus territórios de 1913.

As fronteiras da Albânia, estabelecidas em 1913, deixaram um grande número de cidadãos de etnia albanesa fora do novo estado e muitos deles fugiram ou foram forçados a se dirigirem para dentro das fronteiras reconhecidas da Albânia.  No Kosovo, as tropas sérvias tentaram alterar a demografia através de expulsões em massa. Mais de 100 000 albaneses emigraram de Kosovo durante os anos 1918 e 1941. 